# Parafia Podwyższenia Krzyża Świętego w Strzelinie
Parafia Podwyższenia Krzyża Świętego w Strzelinie znajduje się w dekanacie Strzelin w archidiecezji wrocławskiej. Jej proboszczem jest ks. Andrzej Porębny. Obsługiwana przez księży archidiecezjalnych. Erygowana w XIII wieku.

## Obszar parafii
Parafia obejmuje miejscowości; Chociwel, Dobrogoszcz, Górzec, Krzepice, Mikoszów, Pęcz, Piotrowice, Strzegówek, Szczawin, Warkocz oraz ulice w Strzelinie; Asnyka, Bałuckiego, Bella, Bolka I Świdnickiego, Borowska, Bolesława Chrobrego, Dąbrowskiej, Długosza, Dubois, Dzierżoniowska, św. Floriana, Galla Anonima, Górnicza, Grunwaldzka, św. Jana, Jana Pawła II, Kadłubka, Kamienna, Kochanowskiego, Konopnickiej (nr. od 1 do 27), Kościelna, Kościuszki, Kochanowskiego, Kilińskiego, Kraszewskiego, Królowej Jadwigi, Krzepicka, Krzywoustego, Książąt Brzeskich, Kwiatkowskiego, Lubowskiego, Łokietka, Łozińskiego, Matejki, św. Michała Archanioła, Michałkiewicza, Mickiewicza, Moniuszki, Młynarska (nr. od 2 do 8), Nałkowskiej, Ogrodowa, Oławska, Orzeszkowej, gen. Okulickiego, Piastowska, Piłsudskiego, pl. 1 Maja, Pocztowa, Podwale, Poniatowskiego, Powstańców Śląskich, ks. Popiełuszki, Reja, Reymonta, gen. Grota-Roweckiego, Rybna, Rycerska, Rynek, Sienkiewicza, Sikorskiego, Słowackiego, Staszica, Wita Stwosza, Szybalskiego, Westerplatte, Wiśniowa, Wodna, Wojska Polskiego, Wolności, Wrocławska, Zamkowa, Zapolskiej, Ząbkowicka, Żeromskiego, Żwirki i Wigury.

## Kościoły i kaplice[1]
- Kościół Podwyższenia Krzyża Świętego w Strzelinie - kościół parafialny
- Rotunda św. Gotarda w Strzelinie - kościół pomocniczy
- Kaplica Jezusa Króla Wszechświata w Górcu
- Kaplica w Uniwersyteckim Szpitalu Klinicznym we Wrocławiu - oddział w Strzelinie
- Kaplica w Zakładzie Karnym